# Rudolfa Hamsíková
Rudolfa Hamsíková, v matrice Rudolfína (16. května 1888 Olešnice – ?) byla moravská pedagožka, spisovatelka a básnířka.

## Životopis
Rudolfa byla pokřtěná jako evangelička (českobratrské církve evangelické helvétského vyznání). Její rodiče byli Anton Hamsík katolík, nájemce hostince ( 28. 7. 1845) a Antonie Hamsíková-Čuhlová, evangelička. Měla tři sourozence: MUDr. Antonina Hamsíka (15. 1. 1878 Olešnice – 20. 10. 1963 Praha), Josefu Hamsíkovou (21. 3. 1886) a Ludmilu Hamsíkovou (1890).
Rudolfa vyučovala francouzštinu a němčinu v dívčí měšťanské škole v Lázních Bělohrad. Psala básně, pojednání, prózu a napsala disertační práci na Filosofické fakultě Masarykovy univerzity v Brně. Bydlela v Lázních Bělohrad.

## Dílo

### Básně
- Nová země: básně – Holice: František Ottmar, 1937

### Spisy
- Mé myšlenky – Praha: nákladem vlastním, 1925
- Pod ochranou nejvyššího – 1928[1]
- To byl tatínek: rodinná kronika. Díl I – Holice: nákladem vlastním, 1941
- Ježek na sadě – obrázky Evy Hendrychové. Dvůr Králové nad Labem: Ježek a Karmášek, 1947
- Estetické city pubescentů, projevené při pozorování uměleckých obrazů [psacím strojem] – Brno: s. n., 1951